# Synemon plana

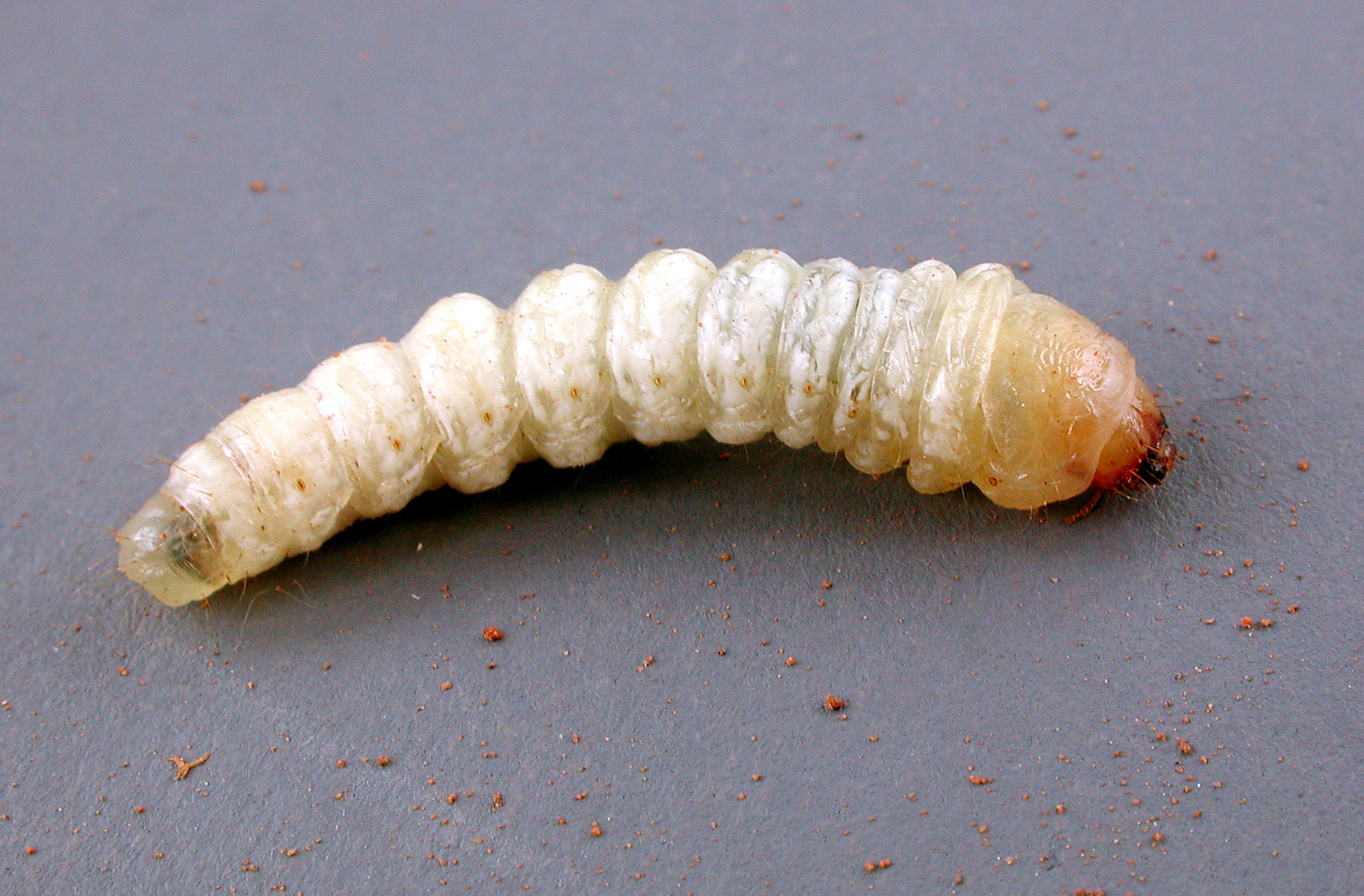
Synemon plana

Synemon plana is een vlinder uit de familie Castniidae. De wetenschappelijke naam van de soort werd in 1854 gepubliceerd door Francis Walker.
De soort komt voor in het Australaziatisch gebied.

## Synoniemen
- Synemon hesperioides R. Felder, 1874
- Synemon maculata Strand, 1911